# کیریو فسنکو
کیریو فسنکو (اوکراینی: Кирило Анатолійович Фесенко؛ زادهٔ ۲۴ دسامبر ۱۹۸۶) بازیکن بسکتبال اهل اوکراین است.
از باشگاه‌هایی که در آن بازی کرده‌است می‌توان به ایندیانا پیسرز و یوتا جاز اشاره کرد.